# Gomitradougou
Gomitradougou è un comune rurale del Mali facente parte del circondario di Diéma, nella regione di Kayes.
Il comune è composto da 8 nuclei abitati:
- Bassibougou
- Gomitra
- Kouloudienguè (centro principale)
- Missira
- N'Tallabougou
- Niamakoro
- Sébabougou
- Wattaye